# Francesco Torti (critico letterario)
Francesco Torti (Bevagna, 30 settembre 1763 – Bevagna, 2 febbraio 1842) è stato un critico letterario italiano.
Si formò presso l'Università di Camerino, riuscendo anche a scrivere un piccolo poema biblico denominato Erodiade.
Si trasferì a Roma, dove seguì Vincenzo Monti come discepolo e amico, ricavandone un impulso decisivo per la sua formazione culturale. Ruppero i rapporti in seguito, causa un epigramma scritto contro Giulio Perticari e il purismo in generale.
Nella sua opera di maggior risalto appare evidente però l'influenza romana e montiana di fine secolo, nel Prospetto del Parnaso italiano (1806 - 1812), ritenuto una delle fondamentali tappe del preromanticismo italiano. Si tratta di un compendio della storia della letteratura italiana in cui Torti si preoccupa di discernere i veri poeti dagli imitatori. Il concetto critico che verte l'intera opera è quello dell'interesse che rappresenta la capacità di suscitare viva curiosità, o agitazione piacevole nel lettore.
Le altre opere avranno come bersaglio la critica al purismo, fino a giungere a prese di posizione negative contro la letteratura contemporanea e di diffidenza verso il nascente gusto romanticista. Il purismo nemico del gusto (1818), Risposta ai puristi e Antipurismo (1820) ne sono un esempio limpido.
Tuttavia Torti rimase famoso per essere stato additato d'eresia da Monaldo Leopardi grazie alla sua opera La corrispondenza di Monteverde, che gli valse la messa all'Indice. L'opera trattava di un'immaginaria visita nell'Italia centrale, ove si narravano le difficoltà e le povertà diffuse. Torti non ebbe la forza fisica e morale di difendere le sue opere, e fu costretto a sconfessarle in punto di morte.